# کیل نیلسون (دوچرخه‌سوار)
کیل نیلسون (انگلیسی: Kjell Nilsson؛ زادهٔ ۴ آوریل ۱۹۶۲) دوچرخه‌سوار اهل سوئد بود.